# HACCP
HACCP (angleška kratica Hazard Analysis Critical Control Point, kar pomeni analiza tveganja in ugotavljanja kritičnih kontrolnih točk) je mednarodna metoda zagotavljanja varne prehrane. Določila HACCP so obvezna za vse pridelovalce krme za živino, poljedelcev, živinorejcev, transport, skladiščenje živil, gostince, trgovce z živili in predelovalno živilsko industrijo. V podjetju uvedejo HACCP na osnovi načrta v štirinajstih korakih, ki poleg tega vključujejo sedem osnovnih načel.
Uporablja se na vseh stopnjah proizvodnje živil in postopkov priprave, vključno s pakiranjem in distribucijo. Vse pogosteje pa se uporablja tudi za neživilske panoge, kot so farmacevtska in kozmetična industrija.

## Zgodovina
HACCP je bil zasnovan leta 1960. Podjetje Pillsbury, NASA in vojaški laboratorij ZDA so ga razvili vzporedno z razvijanjem živil za ameriški vesoljski program.
Hrana je pri razvoju vesoljskega programa igrala pomembno vlogo, saj je bilo treba razviti tako vrsto hrane, ki naj ne bi vsebovala patogenih mikroorganizmov in toksinov. Iz tega razloga so razvili sistem ugotavljanja kritičnih kontrolnih točk. Leta 1971 je podjetje Phillsbury predstavilo sistem HACCP na ameriški nacionalni konferenci za zaščito živil. Od takrat je bil HACCP mednarodno priznan kot moderen, preventiven varnostni sistem za živila, ki se nenehno razvija.

## Načela HACCP sistema
1. Načelo: Vodenje analize tveganja. - Ugotovi se potencialne nevarnosti pri posameznih procesih. Nevarnosti so lahko fizikalne, mikrobiološke ali kemične.
 2. Načelo: Ugotovitev kritičnih kontrolnih točk (KKT). - KKT je točka, pri kateri je treba vzpostaviti ukrepe za preprečitev ali zmanjšanje tveganja.
 3. Načelo: Vzpostavitev kritičnih točk (KT) za vsako KKT. - KT je maksimalna ali minimalna vrednost, pri kateri je treba fizikalno, kemično ali mikrobiološko tveganje izničiti ali zmanjšati na sprejemljivo raven.
 4. Načelo: Vzpostavitev sistema nadziranja, testiranja in opazovanja - monitoring. - Monitoring je nujen za vzpostavitev nadzora za vsako KKT.
 5. Načelo: Vzpostavitev korektivnih ukrepov. - Korektivni ukrepi so ukrepi, ki jih je treba sprejeti kadar monitoring pokaže odstopanje od določenih KT. Zagotavljajo, da noben tvegan izdelek ne vstopi v prodajo.
 6. Načelo: Vzpostavitev evidence postopkov. - Uredi se vsa dokumentacija v skladu s postopki in načeli, vključno z analizo tveganja, pisnim načrtom HACCP, evidencami KKT in KT itd.
 7. Načelo: Vzpostavitev postopkov za zagotavljanje delovanja HACCP sistema.
Preverjanje zagotavlja, da je načrt HACCP uspešen. Procesi preverjanja lahko vključujejo dejavnosti, kot so pregled načrtov HACCP, evidence KKT in KT, mikrobnih vzorčenj in analiz. Preverjanje vključuje tudi "potrjevanje" - proces iskanja dokazov za točnost sistema HACCP (npr. znanstvene dokaze za kritične omejitve).

## Standardi
Sedem HACCP načel je vključenih v mednarodni sistem ISO 22000. Ta standard je popoln sistem vodenja varnosti živil, ki vključuje programe za varnost živil, HACCP in sistem vodenja kakovosti, ki skupaj tvorijo celovito obvladovanje kakovosti v določeni organizaciji.

## Izvajanje
Izvajanje sistema HACCP vključuje spremljanje, preverjanje in potrjevanje vsakodnevnega dela, ki je v skladu z zakonskimi zahtevami v vseh fazah in ves čas.